# Santa Croce Camerina
Santa Croce Camerina – miejscowość i gmina we Włoszech, w regionie Sycylia, w prowincji Ragusa.
Według danych na rok 2004 gminę zamieszkiwały 8474 osoby, 211,8 os./km².